# Copa del Mundo de Skeleton 2017–18
La Copa del Mundo de Skeleton 2017–18 fue una serie de varias carreras durante una temporada en Skeleton. La temporada empezó el 9 de noviembre de 2017 en Lake Placid, Estados Unidos, y concluyó el 19 de enero de 2018 en Königssee, Alemania. La Copa del Mundo está organizada por la IBSF (antiguamente la FIBT), que también organiza Copas del Mundo y Campeonatos en bobsleigh. La temporada fue patrocinada principalmente por BMW.

## Calendario
| Lugar       | Fecha              |
| Lake Placid | 9-10 de noviembre  |
| Park City   | 17-18 de noviembre |
| Whistler    | 24-25 de noviembre |
| Winterberg  | 8 de diciembre     |
| Igls        | 15 de diciembre    |
| Altenberg   | 5 de enero         |
| St. Moritz  | 12 de enero        |
| Königssee   | 19 de enero        |

## Resultados

### Hombres
| Evento      | Oro            | Tiempo                      | Plata              | Tiempo                      | Bronce               | Tiempo                      |
| Lake Placid | Martins Dukurs | 1:47,54 (53,66 / 53,88)     | Yun Sung-bin       | 1:47,65 (53,76 / 53,89)     | Alexandr Tretiakov   | 1:47,71 (53,71 / 54,00)     |
| Park City   | Yun Sung-bin   | 1:37,32 (48,82 / 48,50)     | Martins Dukurs     | 1:37,95 (49,13 / 48,82)     | Axel Jungk           | 1:38,07 (49,34 / 48,73)     |
| Whistler    | Yun Sung-bin   | 1:44,34 (51,99 / 52,35)     | Nikita Tregubov    | 1:45,09 (52,43 / 52,66)     | Tomass Dukurs        | 1:45,33 (52,64 / 52,69)     |
| Winterberg  | Yun Sung-bin   | 56,62 (56,62 / – )          | Martins Dukurs     | 56,68 (56,68 / – )          | Dave Greszczyszyn    | 56,88 (56,88 / – )          |
| Igls        | Martins Dukurs | 1:46,03 (53,15 / 52,88)     | Yun Sung-bin       | 1:46,18 (53,22 / 52,96)     | Nikita Tregubov      | 1:46,52 (53,31 / 53,21)     |
| Altenberg   | Yun Sung-bin   | 1:54,28 (57,24 / 57,04)     | Alexandr Tretiakov | 1:54,67 (57,33 / 57,34)     | Christopher Grotheer | 1:55,04 (57,65 / 57,39)     |
| St. Moritz  | Yun Sung-bin   | 2:14,77 (1:07,58 / 1:07,19) | Axel Jungk         | 2:15,64 (1:08,07 / 1:07,57) | Alexander Gassner    | 2:15,92 (1:08,12 / 1:07,80) |
| Königssee   | Axel Jungk     | 1:41,61 (51,05 / 50,56)     | Martins Dukurs     | 1:41,63 (51,05 / 50,58)     | Tomass Dukurs        | 1:41,84 (51,17 / 50,67)     |

### Mujeres
| Evento      | Oro                | Tiempo                      | Plata            | Tiempo                      | Bronce             | Tiempo                      |
| Lake Placid | Janine Flock       | 1:50,13 (54,69 / 55,44)     | Elisabeth Vathje | 1:50,39 (55,10 / 55,29)     | Lizzy Yarnold      | 1:50,46 (55,35 / 55,11)     |
| Park City   | Yelena Nikítina    | 1:40,49 (50,33 / 50,16)     | Tina Hermann     | 1:40,51 (50,29 / 50,22)     | Jacqueline Lölling | 1:40,72 (50,48 / 50,24)     |
| Whistler    | Jacqueline Lölling | 1:48,38 (53,74 / 54,64)     | Jane Channell    | 1:48,61 (54,03 / 54,58)     | Tina Hermann       | 1:48,65 (54,25 / 54,40)     |
| Winterberg  | Jacqueline Lölling | 1:55,86 (57,85 / 58,01)     | Elisabeth Vathje | 1:56,10 (58,00 / 58,10)     | Yelena Nikítina    | 1:56,11 (57,85 / 58,26)     |
| Igls        | Yelena Nikítina    | 1:48,80 (54,41 / 54,39)     | Elisabeth Vathje | 1:49,38 (54,78 / 54,60)     | Mirela Rahneva     | 1:49,44 (54,98 / 54,46)     |
| Altenberg   | Jacqueline Lölling | 1:57,74 (58,50 / 59,24)     | Tina Hermann     | 1:57,87 (58,68 / 59,19)     | Anna Fernstädt     | 1:58,17 (58,90 / 59,27)     |
| St. Moritz  | Janine Flock       | 2:19,44 (1:09,94 / 1:09,50) | Tina Hermann     | 2:19,86 (1:10,21 / 1:09,65) | Elisabeth Vathje   | 2:19,89 (1:09,96 / 1:09,93) |
| Königssee   | Jacqueline Lölling | 1:44,03 (52,14 / 51,89)     | Tina Hermann     | 1:44,21 (52,06 / 52,15)     | Janine Flock       | 1:44,30 (52,13 / 52,17)     |